# Parçay-les-Pins
Pour les articles homonymes, voir Parçay (homonymie).
Parçay-les-Pins est une ancienne commune française située dans le département de Maine-et-Loire, en région Pays de la Loire. Le 15 décembre 2016, la commune devient une commune déléguée au sein de la commune nouvelle de Noyant-Villages.
Cette ancienne commune rurale se situe dans le Baugeois, au sud de Noyant, en limite du département d'Indre-et-Loire. On y trouve le musée Jules-Desbois.

## Géographie

### Localisation
Ce village angevin de l'Ouest de la France se situe dans l'Est du Baugeois, au sud de Noyant, sur la route D 142 qui va de La Pellerine (au nord) à Courléon (au sud). Baugé se trouve à 23 km et Saumur à 27 km,. Son territoire est essentiellement rural.
Le Baugeois est la partie nord-est du département de Maine-et-Loire. Elle est délimitée au sud par la vallée de l'Authion et celle de la Loire, et à l'ouest par la vallée de la Sarthe.

### Aux alentours
Les communes les plus proches sont La Pellerine (4 km), Breil (4 km), Courléon (5 km), Gizeux (6 km), Linières-Bouton (7 km), Rillé (7 km), Méon (7 km), Continvoir (7 km), Vernoil-le-Fourrier (8 km) et Meigné-le-Vicomte (8 km).

### Géologie et relief
L'altitude de la commune varie de 48 à 119 mètres, pour une altitude moyenne de 75 mètres, et son territoire s'étend sur près de 28 km2 (2 785 hectares). Le territoire de la commune contient une enclave de la commune de La Pellerine.
Parçay se situe sur l'unité paysagère du Plateau du Baugeois. Le relief du Baugeois est principalement constitué d'un plateau, aux terrains sablonneux, siliceux ou calcaires, caractérisés par de larges affleurements sédimentaires, crétacés, sables et calcaires aux teintes claires.
Une partie de la commune est classée en zone Natura 2000, pour le lac de Rillé et les forêts avoisinantes, en zone importante pour la conservation des oiseaux (ZICO), pour le lac de Rillé et forêts avoisinantes, et en zone naturelle d'intérêt écologique, floristique et faunistique (ZNIEFF), pour les zones de la forêt de Pont Ménard, ainsi que les massifs forestiers de la Breille, de Pont Ménard, de la Graine de sapin et zones de transition.

### Climat
Le climat angevin est tempéré, de type océanique. Il est particulièrement doux, compte tenu de sa situation entre les influences océaniques et continentales. Généralement les hivers sont pluvieux, les gelées rares et les étés ensoleillés. Le climat du Baugeois est plus continental : plus sec et chaud l'été.

## Urbanisme
Morphologie urbaine : Le village s'inscrit dans un territoire essentiellement rural.
En 2009 on trouve 577 logements sur la commune de Parçay-les-Pins, dont 74 % sont des résidences principales, pour une moyenne sur le département de 91 %, et dont 68 % des ménages en sont propriétaires. En 2013, on y trouve 584 logements, dont 73 % sont des résidences principales, pour une moyenne sur le département de 90 %, et dont 68 % des ménages en sont propriétaires.

## Toponymie et héraldique

### Toponymie
Formes anciennes du nom : Parciacus en 1070, Passiacus alias Parçay en 1501, Parcé-sous-Rillé et Parçay en 1783, Parsay aux XVIIIe et XIXe siècles, pour devenir ensuite Parçay-les-Pins en 1922 (décret ministériel du 14 février 1922).
Origine du nom : Vient du nom d'homme latin Patricius, suivi du suffixe -acus.
D'autres communes possèdent le nom de « Parçay » : Parçay-Meslay (Indre-et-Loire) et Parçay-sur-Vienne (Indre-et-Loire).
Nom des habitants : Les Parçayais ou les Parcéens.

### Héraldique
| Parçay-les-Pins | Héraldique : d'azur à la fasce d'or, accompagnée en chef d'un croissant du même accosté de deux étoiles aussi d'or, et en pointe de trois roses d'argent, boutonnées d'or, ordonnées 2 et 1. |

## Histoire

### Préhistoire
Des traces de la Préhistoire sont présentes sur le territoire : deux bracelets de l'âge du bronze.

### Moyen Âge
Au Moyen Âge, la paroisse fait partie de la seigneurie voisine de Gizeux.

### Ancien Régime
Sous l'Ancien Régime, Parçay dépend de la sénéchaussée angevine de Baugé, du grenier à sel de Saumur, du diocèse d'Angers et du doyenné de Bourgueil.

### Époque contemporaine
À la réorganisation administrative qui suit la Révolution, la municipalité est rattachée en 1790 au canton Vernoil puis à celui de Noyant. Il est intégré au district de Baugé, puis en 1800 à l'arrondissement de Baugé, et à sa disparition en 1926, à l'arrondissement de Saumur.
L'électricité arrive dans le bourg en 1925, et en 1949 pour les écarts.
Un rapprochement intervient en 2016. Le 15 décembre, les communes de Auverse, Broc, Breil, Chalonnes-sous-le-Lude, Chavaignes, Chigné, Dénezé-sous-le-Lude, Genneteil, Linières-Bouton, Lasse, Meigné-le-Vicomte, Méon, Noyant et Parçay-les-Pins, s'associent pour former la commune nouvelle de Noyant-Villages. Parçay-les-Pins en devient une commune déléguée.

## Politique et administration

### Administration municipale

#### Administration actuelle
Depuis le 15 décembre 2016, Parçay-les-Pins constitue une commune déléguée au sein de la commune nouvelle de Noyant-Villages et dispose d'un maire délégué.
| Période                                  | Période  | Identité       | Étiquette | Qualité |
| ---------------------------------------- | -------- | -------------- | --------- | ------- |
| décembre 2016                            | mai 2020 | Michel Perroux |           |         |
| mai 2020                                 | en cours | Sylvie Bordeau |           |         |
| Les données manquantes sont à compléter. |          |                |           |         |

#### Administration ancienne
La commune est créée à la Révolution. Municipalité en 1790. Le conseil municipal est composé de 15 élus.
| Période                                  | Période                     | Identité                     | Étiquette | Qualité    |
| ---------------------------------------- | --------------------------- | ---------------------------- | --------- | ---------- |
| 1792                                     |                             | J. Tessier                   |           |            |
| 1er messidor an VIII (20 juin 1800)      |                             | Urb.-Martin Sorin            |           |            |
| 2 janvier 1808                           | juin 1818 (démission)       | Séb. Coustard de Léchasserie |           |            |
| 14 septembre 1818                        |                             | Urb. Renault                 |           |            |
| 23 septembre 1824                        | 11 février 1831 (démission) | Jean Tessier                 |           |            |
| 2 mars 1831                              |                             | Abraham                      |           |            |
| 21 décembre 1833                         |                             | J. Tessier                   |           |            |
| 19 août 1848                             | (démission)                 | Alphonse-Maurice Poulain     |           |            |
| 27 avril 1851                            | décembre 1851 (démission)   | J. Tessier                   |           |            |
| 19 décembre 1851                         |                             | A.-M. Poulain                |           |            |
| 8 mai 1852                               |                             | Rouannais                    |           |            |
| juillet 1852                             |                             | J.-François Royné-Brault     |           |            |
| 1869                                     |                             | W. Juchault                  |           |            |
| 1878                                     |                             | Émile Toré                   |           |            |
| 1892                                     |                             | Edgard Michalowicz           |           |            |
| 1912                                     |                             | Beunier-Verneau              |           |            |
| 1919                                     |                             | Joseph Renault               |           |            |
| 1925                                     |                             | Beunier-Lenain               |           |            |
| mai 1945                                 | 1965                        | Eugène Beunier               |           |            |
| mars 1965                                | 1977                        | Désiré Chicoisne             |           | Commerçant |
| mars 1977                                | 2008                        | Jean Touchard                |           | Commerçant |
| mars 2008                                | décembre 2016               | Michel Perroux               |           |            |
| Les données manquantes sont à compléter. |                             |                              |           |            |

### Jumelages
La commune ne comporte pas de jumelage.

### Ancienne situation administrative

#### Intercommunalité
La commune fait partie jusqu'en 2016 de la communauté de communes canton de Noyant. Créée en 2000, cette structure intercommunale regroupe les quinze communes du canton, dont La Pellerine, Linières-Bouton et Noyant,. L'intercommunalité est dissoute le 15 décembre 2016.
La communauté de communes est alors membre du Pays des Vallées d'Anjou, structure administrative d'aménagement du territoire, comprenant six communautés de communes : Beaufort-en-Anjou, Canton de Baugé, Canton de Noyant, Loir-et-Sarthe, Loire Longué et Portes-de-l'Anjou.
La commune fait également partie du SICTOD Nord Est Anjou, membre du SIVERT, syndicat intercommunal de valorisation et de recyclage thermique des déchets de l'Est Anjou qui se trouve à Lasse, et du SIVU AEP de la région de Noyant pour le traitement de l'eau potable.

#### Autres administrations
Les musées de Baugé, Beaufort-en-Vallée et Parçay-les-Pins se sont associés et fonctionnent en réseau depuis 2001 au sein d'un syndicat intercommunal à vocation unique (SIVU).

#### Autres circonscriptions
Jusqu'en 2014, Parçay-les-Pins fait partie du canton de Noyant et de l'arrondissement de Saumur. Ce canton compte alors les quinze mêmes communes que celles de la communauté de communes. Dans le cadre de la réforme territoriale, un nouveau découpage territorial pour le département de Maine-et-Loire est défini par le décret du 26 février 2014. La commune est alors rattachée au canton de Beaufort-en-Vallée, avec une entrée en vigueur au renouvellement des assemblées départementales de 2015.
La commune est dans la troisième circonscription de Maine-et-Loire, composée de huit cantons, dont Baugé et Longué-Jumelles. Cette circonscription de Maine-et-Loire est l'une des sept circonscriptions législatives que compte le département.

## Population et société

### Évolution démographique
L'évolution du nombre d'habitants est connue à travers les recensements de la population effectués dans la commune depuis 1793. À partir du 1er janvier 2009, les populations légales des communes sont publiées annuellement dans le cadre d'un recensement qui repose désormais sur une collecte d'information annuelle, concernant successivement tous les territoires communaux au cours d'une période de cinq ans. 
Pour les communes de moins de 10 000 habitants, une enquête de recensement portant sur toute la population est réalisée tous les cinq ans, les populations légales des années intermédiaires étant quant à elles estimées par interpolation ou extrapolation. Pour la commune, le premier recensement exhaustif entrant dans le cadre du nouveau dispositif a été réalisé en 2006,.
En 2014, la commune comptait 892 habitants, en évolution de −2,3 % par rapport à 2009 (Maine-et-Loire : +3,3 %, France hors Mayotte : +2,49 %).
| 1793  | 1800  | 1806  | 1821  | 1831  | 1836  | 1841  | 1846  | 1851  |
| ----- | ----- | ----- | ----- | ----- | ----- | ----- | ----- | ----- |
| 1 338 | 1 351 | 1 431 | 1 485 | 1 546 | 1 490 | 1 484 | 1 484 | 1 471 |

| 1856  | 1861  | 1866  | 1872  | 1876  | 1881  | 1886  | 1891  | 1896  |
| ----- | ----- | ----- | ----- | ----- | ----- | ----- | ----- | ----- |
| 1 443 | 1 627 | 1 633 | 1 548 | 1 527 | 1 483 | 1 468 | 1 447 | 1 455 |

| 1901  | 1906  | 1911  | 1921  | 1926  | 1931  | 1936  | 1946  | 1954  |
| ----- | ----- | ----- | ----- | ----- | ----- | ----- | ----- | ----- |
| 1 440 | 1 430 | 1 350 | 1 250 | 1 217 | 1 210 | 1 107 | 1 128 | 1 071 |

| 1962  | 1968  | 1975 | 1982 | 1990 | 1999  | 2006 | 2011 | 2014 |
| ----- | ----- | ---- | ---- | ---- | ----- | ---- | ---- | ---- |
| 1 060 | 1 000 | 885  | 916  | 923  | 1 016 | 895  | 917  | 892  |

### Pyramide des âges
La population de la commune est relativement âgée. Le taux de personnes d'un âge supérieur à 60 ans (31,1 %) est en effet supérieur au taux national (21,6 %) et au taux départemental (21 %). À l'instar des répartitions nationale et départementale, la population féminine de la commune est supérieure à la population masculine. Le taux (50,1 %) est du même ordre de grandeur que le taux national (51,6 %).
| Hommes | Classe d’âge | Femmes |
| ------ | ------------ | ------ |
| 0,9    | 90 ans ou +  | 4,0    |
| 11,0   | 75 à 89 ans  | 15,8   |
| 14,5   | 60 à 74 ans  | 15,8   |
| 23,0   | 45 à 59 ans  | 21,7   |
| 18,3   | 30 à 44 ans  | 16,1   |
| 17,0   | 15 à 29 ans  | 14,1   |
| 15,2   | 0 à 14 ans   | 12,5   |

| Hommes | Classe d’âge | Femmes |
| ------ | ------------ | ------ |
| 0,4    | 90 ans ou +  | 1,2    |
| 6,3    | 75 à 89 ans  | 9,2    |
| 11,8   | 60 à 74 ans  | 13,0   |
| 19,9   | 45 à 59 ans  | 19,4   |
| 20,6   | 30 à 44 ans  | 19,5   |
| 20,3   | 15 à 29 ans  | 19,1   |
| 20,6   | 0 à 14 ans   | 18,6   |

### Vie locale
Services publics présents dans la commune : mairie, école maternelle, école primaire, bibliothèque, agence postale communale. Les autres services publics se trouvent à Noyant, dont la maison des services publics.
En matière de santé, on trouve plusieurs services sur la commune : médecin généraliste, infirmière, kinésithérapeute, ainsi qu'un foyer logement.

L'hôpital local le plus proche se trouve à Baugé (95 places) ainsi que plusieurs maisons de retraite.
La collecte des déchets ménagers (tri sélectif) est organisée par la communauté de communes du canton de Noyant. Deux déchetteries sont accessibles, la première ZI de Noyant et la seconde à Vernantes.
Des commerces de proximité sont présents dans la commune : une boulangerie, une épicerie, un salon de coiffure et un café.

## Économie

### Tissu économique
Commune principalement agricole, en 2009, sur les 80 établissements présents dans la commune, 36 % relèvent du secteur de l'agriculture (pour 18 % sur le département). L'année suivante, en 2010, sur 80 établissements présents dans la commune, 35 % relèvent du secteur de l'agriculture (pour une moyenne de 17 % sur le département), 8 % du secteur de l'industrie, 19 % du secteur de la construction, 28 % de celui du commerce et des services et 11 % du secteur de l'administration et de la santé.
Sur 86 établissements présents dans la commune à la fin de l'année 2013, 23 % relèvent du secteur de l'agriculture (pour une moyenne de 12 % sur le département), 9 % du secteur de l'industrie, 22 % du secteur de la construction, 37 % de celui du commerce et des services et 8 % du secteur de l'administration et de la santé.

### Agriculture
Liste des appellations présentes sur le territoire :
- IGP Bœuf du Maine, IGP Porc de la Sarthe, IGP Volailles de Loué, IGP Volailles du Maine,
- IGP Rillettes de Tours, IGP Œufs de Loué,
- IGP Cidre de Bretagne ou Cidre breton.

En 2014, le comice agricole du canton de Noyant s'est déroulé à Parçay-les-Pins.

## Culture locale et patrimoine

### Lieux et monuments
Sites inventoriés : 
- Église paroissiale Saint Martin-de-Vertou, des XIIe, XIIIe, XVe et XVIIIe siècles ;
- Plusieurs maisons et fermes, des XVe, XVIe, XVIIe et XVIIIe siècles ;
- Manoir Cintré, des XVIe, XVIIe et XIXe siècles ;
- Manoir les Coudrais, des XVIIe, XVIIIe et XIXe siècles ;
- Manoir les Janières, des XVIe et XIXe siècles.

Autres lieux :
- Musée Jules-Desbois, labellisé « Musée de France », consacré à l'œuvre du sculpteur Jules Desbois.

### Personnalités liées à la commune
- Jules Desbois (1851-1935), sculpteur né sur la commune, ami de Rodin et de Camille Claudel.

## Pour approfondir